# El Tovar Stables
Pour les articles homonymes, voir Tovar.
Les El Tovar Stables sont des écuries formant un district historique américain à Grand Canyon Village, dans le comté de Coconino, en Arizona. Protégées au sein du parc national du Grand Canyon, elles sont inscrites au Registre national des lieux historiques depuis le 6 septembre 1974.